# スタンダール・シンドローム (映画)
『スタンダール・シンドローム』（原題：The Stendhal Syndrome / La Sindrome di Stendhal）は、1996年制作のイタリア映画。
スタンダール・シンドロームをモチーフにしたスリラー映画で、イタリア本国では『セブン』を上回る大ヒットとなった。また、イタリア映画で初めてComputer Generated Imagery（CGI）が使用された作品である。
ダリオ・アルジェント監督が自分の娘アーシア・アルジェントを主演にして撮った4作品の2作目（ほかは『トラウマ/鮮血の叫び』、『オペラ座の怪人』、『サスペリア・テルザ 最後の魔女』）。

## あらすじ
連続猟奇レイプ犯を追う若い女刑事アンナは、情報提供者から呼び出されて、フィレンツェ・ウフィツィ美術館のある名画の前で待っていたが、やがて絵の中に吸い込まれた気分になって失神するという“スタンダール・シンドローム”に襲われた。
アンナは1人の若い男に助け起こされるが、その男こそ自分が追っている連続猟奇レイプ犯・アルフレードであった。アルフレードはホテルでアンナをレイプしたうえ、彼女の目の前で娼婦を惨殺して逃亡した。
アンナは休養を命じられ、故郷に帰って静養する事になったが、ある夜、アンナはまたアルフレードに襲われた。だが、彼女はすきを見て反撃し、アルフレードに重傷を負わせて激流に蹴り落とした。しかし、彼の体は下流の迷路状の水路に入り込み、発見されなかった。
アンナは再びフィレンツェに戻り、医師のカウンセリングを受けながら生活するが、ある日、アンナと親しくしていたマリーが殺され、アンナは再びアルフレードの影におびえるようになる…。

## スタッフ
監督・製作・原案・脚本:ダリオ・アルジェント
製作:ジュゼッペ・コロンボ
原案:フランコ・フェリーニ
撮影:ジュゼッペ・ロトゥンノ
特殊効果:セルジオ・スティヴァレッティ
音楽:エンニオ・モリコーネ

## キャスト
| 役名                   | 俳優                         |
| ---------------------- | ---------------------------- |
| アンナ・マンニ         | アーシア・アルジェント       |
| アルフレード・グロッシ | トーマス・クレッチマン       |
| マルコ・ロンギ         | マルコ・レオナルディ         |
| マネッティ警部         | ルイジ・ディベルティ         |
| カヴァンナ医師         | パオロ・ボナチェリ           |
| マリー                 | ジュリアン・ランブロスキーニ |
| アンナの父親           | ジョン・クエンティン         |

## 映像ソフト
- スタンダール・シンドローム ＜HDニューマスター版＞　Blu-ray　廃盤

美しき 発狂。
規格品番：HPXR-27
発売日：2015年12月02日
発売元：合同会社是空
販売元：株式会社ハピネット